# Migration (película)
Migration (titulada ¡Patos! en Latinoamérica y Migración: Un viaje patas arriba en España) es una película de comedia y aventuras animada por computadora producida por Illumination y distribuida por Universal Pictures. Dirigida por Benjamin Renner, codirigida por Guylo Homsy y escrita por Mike White, con una historia de White y Renner, la película presenta las voces de Kumail Nanjiani, Elizabeth Banks, Keegan-Michael Key, Awkwafina y Danny DeVito.
Illumination anunció Migration en febrero de 2022, con Renner, Homsy y White adjuntos como director, codirector y escritor, respectivamente. A Renner, que anteriormente había dirigido películas animadas tradicionales, se le encomendó la tarea de adaptar su estilo de dibujo simple para una película animada por computadora. Al contratar a Renner, el director ejecutivo del estudio y productor, Chris Meledandri, buscó centrarse en la visión de un cineasta para el proyecto en comparación con las películas recientes de Illumination. John Powell compondrá la partitura, marcando su segunda colaboración con Illumination después de The Lorax (2012). 
Migration se estrenó el 22 de diciembre de 2023.

## Sinopsis
Una familia de ánades reales convence a su padre sobreprotector de que se vayan a las vacaciones de su vida mientras intentan migrar desde Nueva Inglaterra, a través de la ciudad de Nueva York, y a las Bahamas.

## Argumento
En un bosque de Nueva Inglaterra, el ansioso Mack Mallard disuade constantemente a sus hijos Dax y Gwen de aventurarse en el mundo exterior, para disgusto de su esposa Pam.
Un día, los ánades reales se encuentran con una bandada de patos migratorios que se dirigen al sur de Jamaica, lo que la familia encuentra interesante, pero Mack no tiene ese interés. Pam le dice a Mack que debe abrir los ojos al mundo exterior. Esa noche, Mack habla con su anciano tío Dan, quien tampoco quiere salir del estanque. Sin embargo, el tío Dan hace que Mack cuestione su postura y decide dejar que su familia migre, y el tío Dan se une a ellos a instancias de Gwen. Sin embargo, acaban yendo al norte en lugar de al sur.
Durante una tormenta, se refugian en un pantano debajo de un paseo marítimo donde se encuentran con una anciana garza enloquecida llamada Erin, quien los lleva a su choza para pasar la noche con ella y su esposo Harry. A pesar de su carácter aterrador, las garzas demuestran sus buenas intenciones al salvar a Dax y Gwen de un bagre.
Al día siguiente, los patos reales llegan a Nueva York donde el tío Dan se aleja y termina metiendo a los patos en problemas con un sándwich y una bandada de palomas lideradas por el valiente Chump. Sin embargo, la asertividad de Pam los pone en el agrado de Chump. Chump los lleva hasta su amigo Delroy, un guacamayo de Jamaica pero que vive enjaulado por un chef humano que lo posee. Queriendo liberar a Delroy, Mack y Pam se infiltran en el restaurante donde trabaja el chef para conseguir la llave de su jaula. Después de evadir a los humanos, Mack termina bailando con Pam y al final logran conseguir la llave y liberan a Delroy, quien agradecido los guía a Jamaica.
Mientras Gwen se detiene para ir al baño, Mack pronto encuentra la entrada a un paraíso lleno de pekines americanos. El grupo comienza a divertirse, pero Dax pronto descubre que todo el lugar es una granja de patos y que el chef de antes es uno de sus clientes. Dax ayuda a los pekines y a su familia a escapar de la granja, pero pierde las plumas de sus alas después de ser pisado por el chef, lo que lo deja sin poder volar. Los pájaros se detienen a descansar en un centro turístico donde Mack regaña a Dax por su imprudencia, para enojo de Dax.
Pronto, el chef encuentra los pájaros en un helicóptero y los atrapa en una red, mientras Dax y Gwen logran esconderse. En el interior, el chef planea matar a Mack y Pam primero, lo que hace que Pam se desespere solo para que Mack le levante el ánimo. Intentan presionar un botón para liberar a los pájaros mediante un baile de salsa que aprendieron en el restaurante, pero son atrapados por el chef. En este punto, Delroy finalmente ha tenido suficiente y él, el tío Dan y los pekins arrojan frutas y verduras al chef. El chef queda inconsciente por una calabaza y presiona un botón que hace que el helicóptero deje caer a Pam y Mack, todavía atrapados en su jaula. Son salvados por sus hijos, y Dax se arregló las alas usando algunas de las plumas de otros pájaros. Tanto el padre como el hijo se reconcilian en silencio.
Ahora liderados por Dax, los pájaros finalmente llegan a Jamaica, donde Delroy se reúne con sus amigos y los ánades reales se ponen al día con la familia de patos que visitó su estanque antes. La primavera siguiente, la familia está a punto de regresar a casa cuando Mack les muestra un grupo de pingüinos tratando de llegar al Polo Sur.

## Reparto
- Kumail Nanjiani como Mack, un pato, padre de 2 hijos y pareja de Pam, es el padre ansioso de los Mallard[6]
- Elizabeth Banks como Pam, una pato madre de 2 hijos y pareja Mack, es la audaz e ingeniosa madre de los Mallard[6]
- Caspar Jennings como Dax, un pato, hijo mayor de Mack y Pam, es el confiado e inquieto de los Mallard.[6]
- Tresi Gazal como Gwen, una pato, hija menor de Mack y Pam, es la inocente y adorable de los Mallard[6]
- Danny DeVito como Dan, un pato, es el tío cascarrabias y averso a la aventura de los Mallard[6]
- Awkwafina como Chump o "Pichón en Hispanoamérica", una paloma, es la líder de una banda de palomas de la ciudad de Nueva York[7]
- Keegan-Michael Key como Delroy, un guacamayo rojo nostálgico con acento jamaiquino encerrado en un restaurante de Manhattan[8]
- Carol Kane como Erin, una garza con la que los Mallard se hacen amigos en su viaje[9]
- David Mitchell como GooGoo, el líder yóguico de una granja de ánades reales[10]
- Isabela Merced como Kim, el interés amoroso de Dax cuya familia se dirige a Jamaica

## Doblaje
| Personaje           | Actor de voz original ( Estados Unidos) | Actor de doblaje · ( México) | Actor de doblaje · ( España) |
| ------------------- | --------------------------------------- | ---------------------------- | ---------------------------- |
| Mack                | Kumail Nanjiani                         | Alfonso Herrera              | Juan Amador Pulido           |
| Pam                 | Elizabeth Banks                         | Fernanda Castillo            | Catherina Hernández          |
| Gwen                | Tresi Gazal                             | Regina Huerta                | Valeria Garzón               |
| Dax                 | Caspar Jennings                         | Sebastián Albavera           | Miquel Rodríguez             |
| Kim                 | Isabela Merced                          | Lupita Leal                  |                              |
| Tío Dan             | Danny DeVito                            | Humberto Vélez               | Ángel Amorós                 |
| Erin                | Carol Kane                              | Magda Giner                  | Ana Ángeles García           |
| Pichón / La empaná' | Awkwafina                               | Carla Medina                 | Inés Blázquez                |
| Delroy              | Keegan-Michael Key                      | Sandier Ante Fajardo         | Rone Reinoso                 |
| GooGoo              | David Mitchell                          | Fran Hevia                   | Borja Fernández Senado       |
| Joe                 | Tom Fletcher                            | Manuel Campuzano             | Rafa Romero                  |
| Ellie               | Giovanna Fletcher                       | Liliana Barba                |                              |

## Producción
El 18 de febrero de 2022, Illumination anunció una nueva película titulada Migration, con el animador y creador de cómics francés Benjamin Renner elegido para dirigir con Guylo Homsy como codirector y Mike White seleccionado para escribir el guion. Renner dirigió anteriormente las películas de animación tradicional Ernest y Célestine (2012) y Le Grand Méchant Renard et autres contes... (2017), y ya era un nombre familiar entre el personal de Illumination Studios Paris antes de su participación en la compañía. El director ejecutivo de Illumination y productor de cine, Chris Meledandri, contrató a Renner para dirigir el primer proyecto original del estudio desde 2016 por su sensibilidad cinematográfica, afirmando durante su visita al Festival Internacional de Cine de Animación de Annecy que hay una «atención de los cineastas» por Migration en comparación con los estrenos recientes de Illumination hasta The Super Mario Bros. Movie.
A Renner se le encomendó la tarea de adaptar su estilo de dibujo minimalista de películas anteriores para una película animada por computadora, que requiere que los fondos se visualicen y representen completamente en lugar de sugerirlos; Anteriormente había diseñado las imágenes para la película animada por computadora franco-belga de 2014, sobre aves migratorias, titulada Yellowbird, que se destacó por no adherirse estrictamente al fotorrealismo. Para Migration, Renner explicó que se inspiró en animales naturalmente expresivos en la naturaleza para crear personajes que tienen rasgos claramente expresivos en sus diseños. También señaló que el tono de la película se volvería cada vez más tenso a medida que avanza la historia.
El 26 de abril de 2023, se anunció que Kumail Nanjiani, Elizabeth Banks, Keegan-Michael Key, Awkwafina, Danny DeVito, Caspar Jennings, Tresi Gazal, David Mitchell y Carol Kane formarían parte del elenco de voces principales de la película, mientras que también se revelaron algunos miembros del equipo como el codirector Guylo Homsy, el editor Christian Gazal y el diseñador de producción Colin Stimpson.

### Música
El 18 de junio de 2023, se anunció que John Powell compondrá la banda sonora de la película, marcando su regreso a Illumination desde The Lorax (2012), así como su banda sonora número 24 para una película animada, siendo la última la de How to Train Your Dragon: The Hidden World (2019) de DreamWorks Animation.
La versión japonesa utiliza “Tsuki e Ikou” (Vamos a la luna) de Macaroni Enpitsu como tema principal.

## Estreno
Migration fue estrenada el 22 de diciembre de 2023 por Universal Pictures. Anteriormente estaba programada para estrenarse el 30 de junio de 2023, pero se retrasó a su fecha de lanzamiento actual, con Ruby Gillman, Teenage Kraken de DreamWorks Animation tomando su fecha anterior. Un cortometraje de Despicable Me, llamado Mooned(Lunático), se adjuntará al estreno de la película en cines.
El 14 de junio de 2023, Illumination ofreció un avance especial de 25 minutos de Migration en el Festival Internacional de Cine de Animación de Annecy, con Renner y Chris Meledandri asistiendo al evento.
Como parte de su acuerdo de 18 meses con Netflix, la película se emitirá en Peacock durante los primeros cuatro meses de la ventana de televisión de pago, luego pasará a Netflix durante los próximos diez y luego volverá a Peacock durante los cuatro restantes.

### Marketing
El 5 de abril de 2023, se lanzó un teaser tráiler de la película y se adjuntó a las proyecciones de Super Mario Bros.: La película en los Estados Unidos. El 18 de julio de 2023, se lanzó el tráiler oficial de la película. El 14 de octubre de 2023, se lanzó el segundo tráiler oficial de la película. El 14 de noviembre de 2023, se lanzó el tráiler final de la película.

## Recepción
Hasta el 1 de mayo Migration recaudó 127,6 millones de dólares en Estados Unidos y Canadá y 172,5 millones en países para un total de 300,1 millones de dólares 
Migration recibió reseñas generalmente positivas de parte de la crítica y de la audiencia. En el sitio web agregador de reseñas Rotten Tomatoes, la película posee una aprobación de 73%, basada en 82 reseñas recolectadas por el sitio, con una calificación de 6.3/10 y un consenso crítico que dice "Una hermosa animación y un trabajo entretenido de un elenco de voces talentoso ayudan a Migration a tomar vuelo a pesar de una historia que no se destaca del resto." De parte de la audiencia tiene una calificación de 88%, basada en más de 1000 votos, con una calificación de 4.2/5.
El sitio web Metacritic le dio a la película una puntuación de 59 de 100, basada en 17 reseñas, indicando "reseñas mixtas o promedio". En la página CinemaScore, las audiencias le han dado una "A", en una escala de A+ a F, mientras que en el sitio IMDb los usuarios le asignaron una calificación de 7.0/10, sobre la base de más de más de 1200 votos. En la página web FilmAffinity la película tiene una calificación de 6.8/10, basada en 51 votos.
Ryan Gaur, del sitio de películas, series y videojuegos IGN, mediante su reseña le dio a la película un 5/10 destacando la trama, la cual menciona que está bien lograda hasta cierto punto pero que pierde cierto núcleo emocional por la falta de creatividad en la historia; elogiando la animación, pero mencionando que anteriores películas animadas como El Gato con Botas: el último deseo y Spider-Man: Across the Spider-Verse
habían logrado tramas más profundas y núcleos emocionales más fuertes con el espectador.
Diciendo en su veredicto lo siguiente: "Migration es satisfactoria pero poco inspiradora. Su animación y dinámica de personajes son algo de lo que la película y el estudio pueden estar orgullosos. Sin embargo, su necesidad de ser una película animada de gran éxito y que genere ingresos le roba su sinceridad y encanto, cosas que han estado ausentes en las películas de Illumination durante bastante tiempo."
Mientras tanto Aleena Malik, del sitio Screen Rant, destacó el mensaje y le otorgó al largometraje un 7/10. Marcelo Stiletano del periódico argentino La Nación realizó una reseña positiva de la película, destacando el elenco y el mensaje. CNN publicó una reseña de la película por parte de Brian Lowry, mencionando el gastado mensaje de salir de la zona de confort. Dice: "Illumination ha tenido su éxito con los animales antropomórficos, y en un año en el que las películas animadas convencionales como Wish de Disney no han conjurado mucha magia. Esto podría funcionar como una alternativa amigable para llevar a los niños, pero para una película en la que los personajes centrales ocasionalmente tienen motivos para lamentarse de lo deliciosos que son, simplemente no es tan sabroso como podría ser."